# وزارة المالية (باكستان)
وزارة المالية (بالأردوية: وزارت خزانہ)‏، هي وزارة للحكومة الفيدرالية الباكستانية، والمكلفة بالتنمية الاقتصادية، والتمويل الحكومي، وتخطيط الإيرادات.
تشرف الوزارة على نمو العملة الوطنية من خلال التحكم في مطبوعات جميع العملات الورقية وسك العملات المعدنية من خلال مصرف دولة باكستان وهو البنك المركزي الخاصة بباكستان، وتقوم بجمع كل الضرائب الفيدرالية من خلال مجلس الإيرادات الفيدرالي . وتقوم وزارة المالية أيضًا بإدارة الدين الوطني ، وترخيص المؤسسات المالية والإشراف عليها، كما تلعب دورًا استشاريًا مهمًا في السلطتين التشريعية والتنفيذية بشأن مسائل السياسة المالية.
أنشئت وزارة المالية كأول وزارة إدارية للسلطة التنفيذية في باكستان في عام 1947، وتعتبر من بين الحقائب القوية والمهمة التنفيذية المرموقة في الطيف السياسي الباكستاني. ويرأس الوزارة وزير المالية المنتخب، يساعده سكرتير المالية ووزير الشؤون الاقتصادية .